# Sisseln
Sisseln – gmina w Szwajcarii, w kantonie Argowia, w okręgu Laufenburg. Leży w regionie Fricktal, przy granicy z Niemcami. Liczy 1560 mieszkańców (31 grudnia 2016).